# Staartkikker
De staartkikker (Ascaphus truei) is een kikker uit de familie staartkikkers (Ascaphidae). Lange tijd behoorde de staartkikker, samen met de enige andere soort uit het geslacht Ascaphus, Ascaphus montanus tot de familie Nieuw-Zeelandse oerkikkers (Leiopelmatidae). Ook in het verleden werd deze groep al erkend maar dit werd later herzien. In de literatuur is de familie waartoe de staartkikker behoort daardoor niet eenduidig.

## Naamgeving en taxonomie
De staartkikker dankt zijn Nederlandstalige naam een het op een staartje gelijkende aanhangsel aan de achterzijde van het lichaam, althans bij de mannetjes. Het speelt een rol bij het bevruchten van de eieren van een vrouwtje in snelstromend water.
De soort werd voor het eerst wetenschappelijk beschreven door Leonhard Hess Stejneger in 1899. Het was lange tijd de enige soort uit het toen nog monotypische geslacht Ascaphus. De enige andere soort uit het geslacht Ascaphus is Ascaphus montanus.

## Uiterlijke kenmerken
Deze kikker is bodemwonend, wordt 4 tot 5 centimeter lang en heeft een zeer variabele kleur: van groenig, roestbruin tot grijstinten. De pupil is verticaal en de huid is licht wrattig. De staartkikker komt voor aan de Pacifische kust van Noord-Amerika, in stromende bergbeken in vochtige bossen. De determinatie van staartkikkers is bij de mannelijke exemplaren niet zo moeilijk: deze hebben een staartachtige uitstulping, wat een verlengstuk van het geslachtsorgaan is. Het is niet echt een penis, omdat deze inwendig aanwezig is, eerder een transportbuis om sperma beter in te brengen. Het zijn hiermee een van de weinige amfibieën die een inwendige bevruchting kennen. Het is een sterk waterminnende soort die nooit ver uit de buurt van de beek komt en 's nachts op jacht gaat.

## Voortplanting
De staartkikker maakt geen paargeluid en waarschijnlijk staat dat in verband met het ontbreken van een tympanum (trommelvlies). De eitjes hebben geen pigmenten en worden onder stenen in het water afgezet. De kikkervisjes zijn te herkennen aan een witte stip op de staartwortel en de typische zuigsnuit waarmee ze in de modder woelen op zoek naar voedsel, maar zich ook goed vast kunnen zuigen aan stenen. Hierdoor blijven ze in de bergbeek waar ze vandaan komen, en worden ze niet door de stroom in een rivier gebracht. Deze snuit is zo lang dat deze de helft van de lichaamslengte bedraagt.

## Verspreiding en leefgebied
Deze soort komt voor in Zuidwest-Canada en de noordwestelijke Verenigde Staten in bergbeken en vochtig bos.